# Steven Uhly
Steven Uhly (* 6. Juni 1964 in Köln) ist ein deutscher Schriftsteller und Übersetzer.

## Leben
Steven Uhlys Mutter ist Deutsche, sein Vater Bengale. Aufgewachsen ist er mit der Mutter und seinem spanischen Stiefvater. Nach dem Abitur 1983 in Köln machte Uhly eine Ausbildung zum Dolmetscher und Übersetzer in Valencia. Danach studierte er Germanistik sowie spanische und portugiesische Literatur und Sprache in Köln, Bonn und Lissabon. Uhly erhielt ein Promotionsstipendium der Studienstiftung des Deutschen Volkes. Titel seiner Dissertation war: Multipersonalität als Poetik.
Im Auftrag des Deutschen Akademischen Austauschdienstes (DAAD) ging der Autor im Anschluss nach Belém in Brasilien und leitete dort zwei Jahre lang das Deutsche Institut der Universidade Federal do Pará (Bundesuniversität von Pará). Es folgten zweieinhalb Jahre mit einer Gastdozentur an der Universidade Federal do Rio Grande do Sul in Porto Alegre. Danach nahm er einen Lehrauftrag am Romanistischen Institut der Ludwig-Maximilians-Universität München wahr. Steven Uhly lebt heute mit seiner Familie in München. Er übersetzt Lyrik und Prosa aus dem Spanischen, Portugiesischen und Englischen. Zusammen mit seiner Frau Ricarda Solms gründete er 2007 den Münchner Frühling Verlag.

## Werk
Uhlys erster Roman Mein Leben in Aspik erhielt große mediale Aufmerksamkeit. Der Literaturkritiker Florian Illies lobte den Roman in Die Zeit vom 7. September 2010 als „fulminantes Debüt“. Uhlys zweiter Roman Adams Fuge erlangte im November 2011 plötzliche Aktualität, als durch die terroristischen Aktivitäten der rechtsradikalen NSU deutlich wurde, dass die Roman-Handlung die systematische Ermordung von Türken und anderen Ausländern in Deutschland, die dubiose Rolle der V-Leute des Verfassungsschutzes und das Verwirrungsspiel der rechten Szene (Rechte verkleiden sich wie Linke) treffend vorwegnimmt. In einen Internet-Shitstorm geriet Uhly, als er in einem Beitrag für die ZDF-Sendung aspekte unter anderem sagte, er habe zu viel Angst, sich im Osten Deutschlands frei zu bewegen, weil er nicht deutsch aussehe.
Mit Glückskind, seinem dritten Roman, gelang Uhly ein Bestseller, obwohl die Presse diesen Roman weitgehend ignorierte. Im Herbst 2012 wurde der Regisseur Michael Verhoeven auf das Buch aufmerksam und überzeugte den SWR davon, dass es sich zur Verfilmung eignete. Die Dreharbeiten begannen Anfang April 2014, die Produktion des Films wurde im Juli 2014 abgeschlossen. Am 7. Oktober 2014 wurde Glückskind als Eröffnungsfilm des neuen Internationalen Filmfests Potsdam im Beisein Michael Verhoevens, des Hauptdarstellers Herbert Knaup, der Schauspieler Naomi Krauss und Mohammed Ali Behbudi sowie des Autors Steven Uhly uraufgeführt. Uhly äußerte sich sehr zufrieden über diese Verfilmung. Am 22. November 2014 wurde Glückskind auf ARTE uraufgeführt, am 26. November 2014 zeigte ihn erstmals Das Erste.
Am Volkstheater Rostock wurde am 26. November 2014 unter der Regie von Nicole Oder und der Dramaturgie von Martin Stefke eine Theaterbearbeitung von Glückskind uraufgeführt.
Uhlys vierter Roman Königreich der Dämmerung (Herbst 2014) beschäftigt sich mit den verschiedenen Flüchtlingsströmen am Ende des Zweiten Weltkrieges. Im Zentrum stehen dabei die so genannten Displaced Persons, Menschen, die durch die vollendeten Tatsachen des Krieges ihre Heimat und die Möglichkeit, in ihre Herkunftsländer zurückzugehen, verloren haben. Dieser Roman ist Uhlys erster epischer Stoff; er umfasst drei Generationen und verbindet das Schicksal dreier Familien miteinander.
Im Herbst 2015 publizierte Uhly unter dem Titel Tagebuch eine Auswahl von knapp hundert Gedichten aus dreißig Jahren, wobei das erste aus dem Jahr 1981 stammt, als der Autor 16 Jahre alt war, und das letzte vom Juli 2015.
Im September 2016 erschien mit dem Roman Marie die Fortsetzung von Glückskind. Der Autor setzt sechseinhalb Jahre später an und konzentriert sich vor allem auf die Mutter, die inzwischen wieder mit ihren drei Kindern – dem elfjährigen Frido, der zehnjährigen Mira und dem „Glückskind“ Chiara, die in die erste Klasse geht – allein lebt und mehr schlecht als recht über die Runden kommt. Im Unterschied zu Glückskind, dem Kritiker zum Teil märchenhafte Züge nachsagten, entwickelt sich Marie mit der Konsequenz eines klassischen Dramas, das auf einen tragischen Höhepunkt zusteuert. Am Ende gewährt Uhly dem Leser immerhin einen Hoffnungsschimmer, doch verweigert er sich der Illusion von stabilem Glück.
Im Januar 2017 erschien die englische Ausgabe von Königreich der Dämmerung bei MacLehose Press in London unter dem Titel Kingdom Of Twilight. Die Übersetzung hatte Jamie Bulloch besorgt. Drei Tage nach der Veröffentlichung ernannte die Zeitung The Times Uhlys Roman zum „book of the month“. Die Rezensentin Antonia Senior bezeichnete Kingdom Of Twilight als „powerful and original“.
Im Herbst 2017 erschien unter dem Titel Le royaume du crépuscule die französische Buchausgabe von Königreich der Dämmerung bei Presses de la Cité (Paris). In der Hörspielbearbeitung sowie Regie von Leonhard Koppelmann produzierte der Südwestrundfunk 2017 eine gleichnamige zweiteilige Hörspielfassung von Königreich der Dämmerung.
Im Herbst 2018 erschien Uhlys sechster Roman unter dem Titel Den blinden Göttern. Der Roman knüpft an die satirische Erzählweise seiner beiden ersten Romane an. Andreas Platthaus bezeichnete ihn in der Literaturbeilage zur Frankfurter Buchmesse am 6. Oktober 2018 als „Psychothriller“ und schrieb: „Er verunsichert massiv. Das ist sein Thema. Uns darüber klarzuwerden, wie ihm das gelingt, heißt mit Unsicherheit besser zurechtzukommen. Es gibt keine interessantere Aufgabe in der Gegenwartsliteratur.“
Uhlys siebter Roman erschien 2020 unter dem Titel Finsternis und ist ein als Psychothriller angelegter reiner Gesprächsroman. Im Rahmen einer in Berlin spielenden Krimihandlung entfaltet er sein Thema in 12 Therapiesitzungen eines jungen pakistanischstämmigen Kriminalbeamten mit seiner Therapeutin, die im Laufe des Geschehens ebenso wie ihr Klient in heftige Loyalitätskonflikte verstrickt wird. Es gibt kaum etwas, das hier nicht aus dem Ruder läuft, als der junge Kripobeamte und ein älterer Kollege mit der Aufklärung eines mutmaßlichen Sexualverbrechens mit BDSM-Hintergrund konfrontiert werden und sich herausstellt, dass der ältere Kollege ohne sein Wissen privat mit dem mutmaßlichen Opfer verbunden gewesen zu sein scheint. Während der ältere Beamte sich immer mehr in der Aufklärung seiner eigenen Geschichte verliert, gelingt es seinem jungen Kollegen nicht, sich der rücksichtslosen Vereinnahmung durch den älteren Kollegen zu entziehen. Außer um Loyalität – auch innerhalb der Ehe des jungen Beamten – und um durch ethnokulturelle Prägungen bestimmtes Verhalten der Protagonisten kreist der Roman mithilfe der weitgehend klischeefrei dargestellten BDSM-Thematik zentral um Fragen von Macht, Freiheit und biografischer „Wahrheit“, ohne dass er auf diese Fragen – auch im Sinne des Krimiplots – eindeutige Antworten gibt.
Im Juni 2022 publizierte Uhly erneut bei Secession seinen achten Roman, Die Summe des Ganzen.
Im Oktober 2022 fand am Deutschen Theater Berlin die Uraufführung des Regiedebüts von Friederike Drews statt, eine Adaption von Uhlys Erstling Mein Leben in Aspik. Die Berliner Zeitung feierte das Stück als „Fest“.
Uhly übersetzt Lyrik und Prosa aus dem Spanischen, Portugiesischen und Englischen. Zusammen mit seiner Frau Ricarda Solms gründete er 2007 den Münchner Frühling Verlag.

## Werke
Romane
- Mein Leben in Aspik. Secession Verlag für Literatur, Zürich 2010, ISBN 978-3-905951-00-4.
- Adams Fuge. Secession Verlag für Literatur, Zürich 2011, ISBN 978-3-905951-08-0.
- Glückskind. Secession Verlag für Literatur, Zürich 2012, ISBN 978-3-905951-16-5.
- Königreich der Dämmerung. Secession Verlag für Literatur, Zürich 2014, ISBN 978-3-905951-41-7.
  - engl.: Kingdom of Twilight. 2017 – „Buch des Monats“ (Januar 2017) der Times
- Marie. Secession Verlag für Literatur, Zürich 2016, ISBN 978-3-905951-87-5.
- Den blinden Göttern. Secession Verlag für Literatur, Zürich, Berlin 2018, ISBN 978-3-906910-44-4.[9]
- Finsternis. Secession Verlag für Literatur, Zürich 2020, ISBN 978-3-906910-86-4.
- Die Summe des Ganzen. Secession Verlag für Literatur, Zürich 2022, ISBN               978-3-9663-9048-4.[10]

Kurzgeschichten
- Gleißendes Licht. Münchner Frühling Verlag 2007. ISBN 978-3-940233-02-8.
- Zurück. In: Signaturen – Forum für autonome Poesie, Juli 2015.[11]
- Sylvester. In: Signaturen – Forum für autonome Poesie, August 2015.[12]

Lyrik
- Philosophia. In: Signaturen – Forum für autonome Poesie, Juli 2015.[13]
- Tagebuch. Gedichte 1981–2015, Secession Verlag für Literatur, Zürich 2015, ISBN 978-3-905951-71-4.
- Den blinden Göttern. Secession Verlag für Literatur, Zürich, Berlin 2018, ISBN 978-3-906910-44-4.

Essays
- Die Brasilianische Dichtung zur Zeit der Diktatur. In: Signaturen – Forum für autonome Poesie, September 2013.[14]
- Dichtung und Gesellschaft. In: Signaturen – Forum für autonome Poesie, August 2014.[15]

Übersetzungen
- Paulo Fonteles: Wenn der Tod sich nähert, nur ein Atemzug. Aus dem Portugiesischen übersetzt und mit einem Essay versehen von Steven Uhly. Matthes & Seitz, Berlin 2006
- Jasimuddin: Ihr glaubt mir nicht? Geschichten aus Bengalen. Aus dem Englischen übersetzt und mit einem Essay versehen von Steven Uhly. Münchner Frühling Verlag 2009
- Verschwunden. Das Fotoprojekt ‚ausencias‘ von Gustavo Germano mit Texten zur Diktatur in Argentinien 1976–1983. Zusammengestellt und aus dem Spanischen übersetzt von Ricarda Solms und Steven Uhly. Münchner Frühling Verlag 2010
- Juan Gómez Bárcena: Der Himmel von Lima. Roman. Aus dem Spanischen übersetzt von Steven Uhly. Secession Verlag für Literatur 2016, ISBN 978-3-905951-95-0.
- Juan Gómez Bárcena: Kanada. Roman. Aus dem Spanischen übersetzt von Steven Uhly. Secession Verlag für Literatur, Zürich 2018, ISBN 978-3-906910-34-5.
- Renato Cisneros: Die Entfernung, die uns trennt. Roman. Aus dem peruanischen Spanisch übersetzt von Steven Uhly. Secession Verlag für Literatur, Zürich 2019.
- Dulce Maria Cardoso: Die Rückkehr. Roman. Aus dem Portugiesischen übersetzt von Steven Uhly. Secession Verlag für Literatur 2020.
- Gabi Martínez: Wahrer Wandel. Eine Rückkehr zum Ursprung im Hirtenland. Aus dem Spanischen übersetzt von Steven Uhly. Secession Verlag für Literatur 2022.

Hörspiele
- Königreich der Dämmerung. 2017. Bearbeitet und inszeniert von Leonhard Koppelmann für den SWR.

## Auszeichnungen
- 2011: Tukan-Preis für Adams Fuge
- 2022: Hermann-Hesse-Literaturpreis (Förderpreis) für Die Summe des Ganzen